# Pronephrium sulawesiense
Pronephrium sulawesiense är en kärrbräkenväxtart som först beskrevs av Kunio Iwatsuki, och fick sitt nu gällande namn av Holtt. Pronephrium sulawesiense ingår i släktet Pronephrium och familjen Thelypteridaceae. Inga underarter finns listade.